# Castillo y muralla de Utiel
El castillo y muralla de Utiel es un conjunto monumental de Utiel, en la provincia de Valencia (España). Está clasificado como bien de interés cultural con código 46.17.249-005 por declaración genérica.
Utiel estuvo amurallado hasta la segunda mitad del siglo XIX, en que se derribaron las murallas.